# Brestovac (Bojnik)
Brestovac (em cirílico: Брестовац) é uma vila da Sérvia localizada no município de Bojnik, pertencente ao distrito de Jablanica, na região de Pusta Reka. A sua população era de 228 habitantes segundo o censo de 2002.

## Demografia
| 1948 | 1953 | 1961 | 1971 | 1981 | 1991 | 2002 | 2011 |
| ---- | ---- | ---- | ---- | ---- | ---- | ---- | ---- |
| 873  | 912  | 806  | 683  | 476  | 389  | 276  | 228  |